# Lista de classificação das províncias de Madagáscar
Estas são listas classificadas das províncias de Madagáscar. Números da população são de 2001.

## Por população
| Classificação | Província        | População  | %     | Densidade |
| ------------- | ---------------- | ---------- | ----- | --------- |
| 1             | Antananarivo (1) | 4,580,788  | 29.2% | 78.6      |
| 2             | Fianarantsoa (3) | 3,366,291  | 21.5% | 32.6      |
| 3             | Toamasina (5)    | 2,593,063  | 16.5% | 36.1      |
| 4             | Toliara (6)      | 2,229,500  | 14.2% | 13.8      |
| 5             | Mahajanga (4)    | 1,733,917  | 11.0% | 11.6      |
| 6             | Antsiranana (2)  | 1,188,425  | 7.6%  | 27.4      |
|               | Madagascar       | 15,691,984 | 100%  | 26.7      |

## Por área
| Classificação | Província        | Área (km²) | %     | Densidade |
| ------------- | ---------------- | ---------- | ----- | --------- |
| 1             | Toliara (6)      | 161,405    | 27.4% | 13.8      |
| 2             | Mahajanga (4)    | 150,023    | 25.5% | 11.6      |
| 3             | Fianarantsoa (3) | 103,272    | 17.6% | 32.6      |
| 4             | Toamasina (5)    | 71,911     | 12.2% | 36.1      |
| 5             | Antananarivo (1) | 58,283     | 9.9%  | 78.6      |
| 6             | Antsiranana (2)  | 43,406     | 7.4%  | 27.4      |
|               | Madagascar       | 588,300    | 100%  | 26.7      |

## Por densidade
| Classificação | Província        | População  | Área (km²) | Densidade |
| ------------- | ---------------- | ---------- | ---------- | --------- |
| 1             | Antananarivo (1) | 4,580,788  | 58,283     | 78.6      |
| 2             | Toamasina (5)    | 2,593,063  | 71,911     | 36.1      |
| 3             | Fianarantsoa (3) | 3,366,291  | 103,272    | 32.6      |
| 4             | Antsiranana (2)  | 1,188,425  | 43,406     | 27.4      |
| 5             | Toliara (6)      | 2,229,500  | 161,405    | 13.8      |
| 6             | Mahajanga (4)    | 1,733,917  | 150,023    | 11.6      |
|               | Madagascar       | 15,691,984 | 588,300    | 26.7      |